# 마희범
마희범(馬希範, 898년 ~ 947년 5월 30일(음력 5월 8일))은 오대십국 시대의 초의 제3대 국왕(재위：932년 ~ 947년). 시호는 문소왕(文昭王). 마은의 4남, 마희성의 동생.

## 생애
930년 마은이 죽자, 그의 20명 이상의 아들 사이에서 계승권 다툼이 일어났다. 결국 차남 마희성(馬希聲)이 즉위했으나 원래부터 암우(暗愚)하다는 말이 있었고, 그 평판대로 내정을 소홀히하고, 사치를 부리다 타국의 책략에 휘말려 신하를 죽이는 등의 악정을 펼쳤다.
932년 마희성이 죽고 마은의 5남 마희범(馬希範)이 뒤를 계승했다. 마희범은 마은이 싫어하던 후당에 입조하여 초왕에 봉해졌다. 그러나 그의 사치는 형을 넘어서 술자리를 좋아해, 재정을 악화시켰다.
947년 마희범이 죽고 마은의 15번째 아들 마희광(馬希廣)이 제위를 이었다. 그러나 이에 불만을 품은 배다른 형인 마희악(馬希萼)은 자립하여 스스로 왕이라 칭하고, 남당의 지원을 얻어 담주의 마희광을 공격했다.
| 전임 형양왕 마희성 | 제3대 초왕 932년 ~ 947년 | 후임 폐왕 마희광 |